# 福岡市立田島小学校
福岡市立田島小学校（ふくおかしりつたしましょうがっこう）は、福岡県福岡市城南区田島三丁目にある公立小学校。

## 校勢
2016年5月1日現在
- 学級数 - 単式学級18学級、特別支援学級「コスモス学級」1学級
- 児童数 - 538人（うち特別支援学級4人）

## 沿革
- 1979年 - 福岡市立田島小学校（旧）、福岡市立長尾小学校、福岡市立別府小学校から分離し開校。以前の田島小学校は福岡市立笹丘小学校に名称変更。
- 1982年 - 福岡市立城南小学校から校区を変更
- 2010年 - 特別支援学級設置

## 通学区域
城南区の以下の地区。
- 田島1丁目-6丁目（2丁目16番,21番-25番を除く）
- 友丘1丁目
- 茶山2丁目,3丁目

城南区の中央よりやや北側で、樋井川の西側。校区の多くが丘陵地で、住宅団地や住宅地となっている。
校区内に鉄道・バス路線がまったく通っていない。地下鉄七隈線の茶山駅・金山駅や城南学園通り・県道東油山唐人線上のバス停が校区からの徒歩圏内にある。
中学校は田島・友丘が友泉中学校の校区で、茶山が城南中学校の校区。

### 校区が隣接する小学校
- 福岡市立別府小学校
- 福岡市立笹丘小学校
- 福岡市立長尾小学校
- 福岡市立金山小学校
- 福岡市立城南小学校

### 校区内の主な施設
- 田島保育園
- 田島八幡神社
- UR田島団地
- 大牟田池
- 茶山カトリック幼稚園
- 福岡県自動車学校
- 国設合同宿舎茶山住宅
- 公務員合同宿舎金山住宅